# Calochortoideae
Calochortoideae, biljna potporodica iz porodice ljiljanovki (Liliaceae) opisana 2012 godine. Raširena je po Sjevernoj Americi, Europi i Aziji. Tipični rod su trajnice kalohort sa zapada Sjeverne Amerike.
Jedina vrsta koja raste u Hrvatskoj, a pripada ovoj porodici je obuhvatni čepnjak (S. amplexifolius).

## Rodovi
1. Calochortus Pursh
2. Prosartes D.Don
3. Scoliopus Torr.
4. Streptopus Michx.
5. Tricyrtis Wall.